# Крой, Юрген
Юрген Крой (нем. Jürgen Croy; род. 19 октября 1946, Цвиккау, Германия) — немецкий футболист, вратарь. Участник чемпионата мира 1974 года, Олимпийский чемпион 1976 года и бронзовый призёр Олимпийских игр 1972 года. Трёхкратный «Футболист года» в ГДР. Был в своё время одним из лучших вратарей мира.

## Карьера

### Клубная
Крой 17 лет играл в клубе «Заксенринг» Цвиккау (372 игры), с которым стал в 1967 и 1975 году обладателем Кубка ОСНП по футболу.
Спортивные редакции газет ГДР три раза (1972, 1976 и 1978) признавали его футболистом года.
Юрген Крой — почётный гражданин города Цвиккау. После завершения карьеры работал тренером родного клуба (1985/86) и был бургомистром по школам, культуре и спорту Цвиккау (1991—2000).

### В сборной
В сборной ГДР Юрген Крой дебютировал 17 мая 1967 года в товарищеском матче со сборной Швеции, завершившимся победой восточных немцев со счётом 1:0. В 1972 году Крой в составе сборной поехал в Мюнхен на XX летние Олимпийские игры, он был основным вратарём своей команды, которая стала бронзовым призёром. В 1974 году Крой принял участие в единственном для своей страны Чемпионате мира 1974 года, он уверенно отстоял во всех шести матчах и пропустил всего 5 голов. В 1976 году Крой вновь отправился на Олимпийские игры, на этот раз более удачно, так как сборная ГДР благодаря победе в финале над сборной Польши со счётом 3:1 завоевала первые и единственные в своей истории золотые олимпийские медали. Своё последнее выступление за сборную Крой провёл в товарищеском матче со сборной Кубы 19 мая 1981 года, этот матч завершился победой восточных немцев со счётом 5:0, а сам Крой, отыграв 76 минут, был заменён на Бодо Рудвалайта. Всего же за сборную Юрген Крой сыграл 88 официальных матчей (по другим данным, 86), в которых пропустил 75 голов. Также Крой сыграл 12 матчей за олимпийскую сборную ГДР, в которых пропустил 11 голов.
| Матчи и пропущенные голы Юргена Кроя за сборную | Матчи и пропущенные голы Юргена Кроя за сборную | Матчи и пропущенные голы Юргена Кроя за сборную | Матчи и пропущенные голы Юргена Кроя за сборную | Матчи и пропущенные голы Юргена Кроя за сборную | Матчи и пропущенные голы Юргена Кроя за сборную | Матчи и пропущенные голы Юргена Кроя за сборную |
| ----------------------------------------------- | ----------------------------------------------- | ----------------------------------------------- | ----------------------------------------------- | ----------------------------------------------- | ----------------------------------------------- | ----------------------------------------------- |
| №                                               | Дата                                            | Соперник                                        | Счёт                                            | Голы                                            | Турнир                                          |                                                 |
| 1                                               | 17 мая 1967                                     | Швеция                                          | 1:0                                             | -                                               | Товарищеский матч                               |                                                 |
| 2                                               | 4 июня 1967                                     | Дания                                           | 1:1                                             | 1                                               | Отборочный матч к ЧЕ 1968                       |                                                 |
| 3                                               | 27 сентября 1967                                | Венгрия                                         | 1:3                                             | 3                                               | Отборочный матч к ЧЕ 1968                       |                                                 |
| 4                                               | 19 октября 1968                                 | Польша                                          | 1:1                                             | 1                                               | Товарищеский матч                               |                                                 |
| 5                                               | 29 марта 1969                                   | Италия                                          | 2:2                                             | 2                                               | Отборочный матч к ЧМ 1970                       |                                                 |
| 6                                               | 16 апреля 1969                                  | Уэльс                                           | 2:1                                             | 1                                               | Отборочный матч к ЧМ 1970                       |                                                 |
| 7                                               | 22 июня 1969                                    | Чили                                            | 0:1                                             | 1                                               | Товарищеский матч                               |                                                 |
| 8                                               | 9 июля 1969                                     | Египет                                          | 7:0                                             | -                                               | Товарищеский матч                               |                                                 |
| 9                                               | 22 октября 1969                                 | Уэльс                                           | 3:1                                             | 1                                               | Отборочный матч к ЧМ 1970                       |                                                 |
| 10                                              | 22 ноября 1969                                  | Италия                                          | 0:3                                             | 3                                               | Отборочный матч к ЧМ 1970                       |                                                 |
| 11                                              | 8 декабря 1969                                  | Ирак                                            | 1:1                                             | 1                                               | Товарищеский матч                               |                                                 |
| 12                                              | 19 декабря 1969                                 | Египет                                          | 3:1                                             | 1                                               | Товарищеский матч                               |                                                 |
| 13                                              | 16 мая 1970                                     | Польша                                          | 1:1                                             | 1                                               | Товарищеский матч                               |                                                 |
| 14                                              | 27 июля 1970                                    | Ирак                                            | 5:0                                             | -                                               | Товарищеский матч                               |                                                 |
| 15                                              | 6 сентября 1970                                 | Польша                                          | 5:0                                             | -                                               | Товарищеский матч                               |                                                 |
| 16                                              | 11 ноября 1970                                  | Нидерланды                                      | 1:0                                             | -                                               | Отборочный матч к ЧЕ 1972                       |                                                 |
| 17                                              | 15 ноября 1970                                  | Люксембург                                      | 5:0                                             | -                                               | Отборочный матч к ЧЕ 1972                       |                                                 |
| 18                                              | 25 ноября 1970                                  | Англия                                          | 1:3                                             | 3                                               | Товарищеский матч                               |                                                 |
| 19                                              | 2 февраля 1971                                  | Чили                                            | 1:0                                             | -                                               | Товарищеский матч                               |                                                 |
| 20                                              | 10 февраля 1971                                 | Уругвай                                         | 3:0                                             | -                                               | Товарищеский матч                               |                                                 |
| 21                                              | 15 февраля 1971                                 | Уругвай                                         | 1:1                                             | 1                                               | Товарищеский матч                               |                                                 |
| 22                                              | 24 апреля 1971                                  | Люксембург                                      | 2:1                                             | 1                                               | Отборочный матч к ЧЕ 1972                       |                                                 |
| 23                                              | 9 мая 1971                                      | Югославия                                       | 1:2                                             | 2                                               | Отборочный матч к ЧЕ 1972                       |                                                 |
| 24                                              | 16 августа 1971                                 | Мексика                                         | 1:0                                             | -                                               | Товарищеский матч                               |                                                 |
| 25                                              | 18 сентября 1971                                | Мексика                                         | 1:1                                             | 1                                               | Товарищеский матч                               |                                                 |
| 26                                              | 25 сентября 1971                                | Чехословакия                                    | 1:1                                             | 1                                               | Товарищеский матч                               |                                                 |
| 27                                              | 10 октября 1971                                 | Нидерланды                                      | 2:3                                             | 3                                               | Отборочный матч к ЧЕ 1972                       |                                                 |
| 28                                              | 16 октября 1971                                 | Югославия                                       | 0:0                                             | -                                               | Отборочный матч к ЧЕ 1972                       |                                                 |
| 29                                              | 27 мая 1972                                     | Уругвай                                         | 1:0                                             | -                                               | Товарищеский матч                               |                                                 |
| 30                                              | 31 мая 1972                                     | Уругвай                                         | 0:0                                             | -                                               | Товарищеский матч                               |                                                 |
| 31                                              | 7 октября 1972                                  | Финляндия                                       | 5:0                                             | -                                               | Отборочный матч к ЧМ 1974                       |                                                 |
| 32                                              | 18 февраля 1973                                 | Эквадор                                         | 1:1                                             | 1                                               | Товарищеский матч                               |                                                 |
| 33                                              | 8 апреля 1973                                   | Албания                                         | 2:0                                             | -                                               | Отборочный матч к ЧМ 1974                       |                                                 |
| 34                                              | 18 апреля 1973                                  | Бельгия                                         | 0:3                                             | 3                                               | Товарищеский матч                               |                                                 |
| 35                                              | 19 июня 1973                                    | Исландия                                        | 2:0                                             | -                                               | Товарищеский матч                               |                                                 |
| 36                                              | 26 сентября 1973                                | Румыния                                         | 2:0                                             | -                                               | Отборочный матч к ЧМ 1974                       |                                                 |
| 37                                              | 3 ноября 1973                                   | Албания                                         | 4:1                                             | 1                                               | Отборочный матч к ЧМ 1974                       |                                                 |
| 38                                              | 26 февраля 1974                                 | Тунис                                           | 4:0                                             | -                                               | Товарищеский матч                               |                                                 |
| 39                                              | 28 февраля 1974                                 | Алжир                                           | 3:1                                             | 1                                               | Товарищеский матч                               |                                                 |
| 40                                              | 13 марта 1974                                   | Бельгия                                         | 1:0                                             | -                                               | Товарищеский матч                               |                                                 |
| 41                                              | 27 марта 1974                                   | Чехословакия                                    | 1:0                                             | -                                               | Товарищеский матч                               |                                                 |
| 42                                              | 23 мая 1974                                     | Норвегия                                        | 1:0                                             | -                                               | Товарищеский матч                               |                                                 |
| 43                                              | 29 мая 1974                                     | Англия                                          | 1:1                                             | 1                                               | Товарищеский матч                               |                                                 |
| 44                                              | 14 июня 1974                                    | Австралия                                       | 2:0                                             | -                                               | Чемпионат мира 1974                             |                                                 |
| 45                                              | 18 июня 1974                                    | Чили                                            | 1:1                                             | 1                                               | Чемпионат мира 1974                             |                                                 |
| 46                                              | 22 июня 1974                                    | ФРГ                                             | 1:0                                             | -                                               | Чемпионат мира 1974                             |                                                 |
| 47                                              | 26 июня 1974                                    | Бразилия                                        | 0:1                                             | 1                                               | Чемпионат мира 1974                             |                                                 |
| 48                                              | 30 июня 1974                                    | Нидерланды                                      | 0:2                                             | 2                                               | Чемпионат мира 1974                             |                                                 |
| 49                                              | 3 июля 1974                                     | Аргентина                                       | 1:1                                             | 1                                               | Чемпионат мира 1974                             |                                                 |
| 50                                              | 4 сентября 1974                                 | Польша                                          | 3:1                                             | 1                                               | Товарищеский матч                               |                                                 |
| 51                                              | 25 сентября 1974                                | Чехословакия                                    | 1:3                                             | 3                                               | Товарищеский матч                               |                                                 |
| 52                                              | 9 октября 1974                                  | Канада                                          | 2:0                                             | -                                               | Товарищеский матч                               |                                                 |
| 53                                              | 30 октября 1974                                 | Шотландия                                       | 0:3                                             | 3                                               | Товарищеский матч                               |                                                 |
| 54                                              | 16 ноября 1974                                  | Франция                                         | 2:2                                             | 2                                               | Отборочный матч к ЧЕ 1976                       |                                                 |
| 55                                              | 7 декабря 1974                                  | Бельгия                                         | 0:0                                             | -                                               | Отборочный матч к ЧЕ 1976                       |                                                 |
| 56                                              | 26 марта 1975                                   | Болгария                                        | 0:0                                             | -                                               | Товарищеский матч                               |                                                 |
| 57                                              | 28 мая 1975                                     | Польша                                          | 1:2                                             | 2                                               | Товарищеский матч                               |                                                 |
| 58                                              | 5 июня 1975                                     | Исландия                                        | 1:2                                             | 2                                               | Отборочный матч к ЧЕ 1976                       |                                                 |
| 59                                              | 29 июля 1975                                    | Канада                                          | 3:0                                             | -                                               | Товарищеский матч                               |                                                 |
| 60                                              | 31 июля 1975                                    | Канада                                          | 7:1                                             | 1                                               | Товарищеский матч                               |                                                 |
| 61                                              | 3 сентября 1975                                 | СССР                                            | 0:0                                             | -                                               | Товарищеский матч                               |                                                 |
| 62                                              | 27 сентября 1975                                | Бельгия                                         | 2:1                                             | 1                                               | Отборочный матч к ЧЕ 1976                       |                                                 |
| 63                                              | 12 октября 1975                                 | Франция                                         | 2:1                                             | 1                                               | Отборочный матч к ЧЕ 1976                       |                                                 |
| 64                                              | 19 ноября 1975                                  | Чехословакия                                    | 1:1                                             | 1                                               | Товарищеский матч                               |                                                 |
| 65                                              | 7 апреля 1976                                   | Чехословакия                                    | 0:0                                             | -                                               | Товарищеский матч                               |                                                 |
| 66                                              | 21 апреля 1976                                  | Алжир                                           | 5:0                                             | -                                               | Товарищеский матч                               |                                                 |
| 67                                              | 22 сентября 1976                                | Венгрия                                         | 1:1                                             | 1                                               | Товарищеский матч                               |                                                 |
| 68                                              | 27 октября 1976                                 | Болгария                                        | 4:0                                             | -                                               | Товарищеский матч                               |                                                 |
| 69                                              | 17 ноября 1976                                  | Турция                                          | 1:1                                             | 1                                               | Отборочный матч к ЧМ 1978                       |                                                 |
| 70                                              | 27 апреля 1977                                  | Румыния                                         | 1:1                                             | 1                                               | Товарищеский матч                               |                                                 |
| 71                                              | 12 июля 1977                                    | Аргентина                                       | 0:2                                             | 2                                               | Товарищеский матч                               |                                                 |
| 72                                              | 28 июля 1977                                    | СССР                                            | 2:1                                             | 1                                               | Товарищеский матч                               |                                                 |
| 73                                              | 17 августа 1977                                 | Швеция                                          | 1:0                                             | -                                               | Товарищеский матч                               |                                                 |
| 74                                              | 7 сентября 1977                                 | Шотландия                                       | 1:0                                             | -                                               | Товарищеский матч                               |                                                 |
| 75                                              | 24 сентября 1977                                | Австрия                                         | 1:1                                             | 1                                               | Отборочный матч к ЧМ 1978                       |                                                 |
| 76                                              | 12 октября 1977                                 | Австрия                                         | 1:1                                             | 1                                               | Отборочный матч к ЧМ 1978                       |                                                 |
| 77                                              | 29 октября 1977                                 | Мальта                                          | 9:0                                             | -                                               | Отборочный матч к ЧМ 1978                       |                                                 |
| 78                                              | 16 ноября 1977                                  | Турция                                          | 2:1                                             | 1                                               | Отборочный матч к ЧМ 1978                       |                                                 |
| 79                                              | 8 марта 1978                                    | Швейцария                                       | 3:1                                             | 1                                               | Товарищеский матч                               |                                                 |
| 80                                              | 4 апреля 1978                                   | Швеция                                          | 0:1                                             | 1                                               | Товарищеский матч                               |                                                 |
| 81                                              | 19 апреля 1978                                  | Бельгия                                         | 0:0                                             | -                                               | Товарищеский матч                               |                                                 |
| 82                                              | 30 августа 1978                                 | Болгария                                        | 2:2                                             | 2                                               | Товарищеский матч                               |                                                 |
| 83                                              | 6 сентября 1978                                 | Чехословакия                                    | 2:1                                             | 1                                               | Товарищеский матч                               |                                                 |
| 84                                              | 4 октября 1978                                  | Исландия                                        | 3:1                                             | 1                                               | Отборочный матч к ЧЕ 1980                       |                                                 |
| 85                                              | 15 ноября 1978                                  | Нидерланды                                      | 0:3                                             | 3                                               | Отборочный матч к ЧЕ 1980                       |                                                 |
| 86                                              | 16 апреля 1980                                  | Греция                                          | 2:0                                             | -                                               | Товарищеский матч                               |                                                 |
| 87                                              | 15 октября 1980                                 | Испания                                         | 0:0                                             | -                                               | Товарищеский матч                               |                                                 |
| 88                                              | 19 мая 1981                                     | Куба                                            | 5:0                                             | -                                               | Товарищеский матч                               |                                                 |

Итого: 88 матчей / 75 пропущенных голов; 44 победы, 28 ничьих, 16 поражений.
| Матчи и пропущенные голы Юргена Кроя за олимпийскую сборную | Матчи и пропущенные голы Юргена Кроя за олимпийскую сборную | Матчи и пропущенные голы Юргена Кроя за олимпийскую сборную | Матчи и пропущенные голы Юргена Кроя за олимпийскую сборную | Матчи и пропущенные голы Юргена Кроя за олимпийскую сборную | Матчи и пропущенные голы Юргена Кроя за олимпийскую сборную | Матчи и пропущенные голы Юргена Кроя за олимпийскую сборную |
| ----------------------------------------------------------- | ----------------------------------------------------------- | ----------------------------------------------------------- | ----------------------------------------------------------- | ----------------------------------------------------------- | ----------------------------------------------------------- | ----------------------------------------------------------- |
| №                                                           | Дата                                                        | Соперник                                                    | Счёт                                                        | Голы                                                        | Турнир                                                      |                                                             |
| 1                                                           | 28 августа 1972                                             | Гана                                                        | 4:0                                                         | -                                                           | Олимпийские игры 1972                                       |                                                             |
| 2                                                           | 30 августа 1972                                             | Колумбия                                                    | 6:1                                                         | 1                                                           | Олимпийские игры 1972                                       |                                                             |
| 3                                                           | 1 сентября 1972                                             | Польша                                                      | 1:2                                                         | 2                                                           | Олимпийские игры 1972                                       |                                                             |
| 4                                                           | 3 сентября 1972                                             | Венгрия                                                     | 0:2                                                         | 2                                                           | Олимпийские игры 1972                                       |                                                             |
| 5                                                           | 5 сентября 1972                                             | Мексика                                                     | 7:0                                                         | -                                                           | Олимпийские игры 1972                                       |                                                             |
| 6                                                           | 8 сентября 1972                                             | ФРГ                                                         | 3:2                                                         | 2                                                           | Олимпийские игры 1972                                       |                                                             |
| 7                                                           | 10 сентября 1972                                            | СССР                                                        | 2:2                                                         | 2                                                           | Олимпийские игры 1972                                       |                                                             |
| 8                                                           | 18 июля 1976                                                | Бразилия                                                    | 0:0                                                         | -                                                           | Олимпийские игры 1976                                       |                                                             |
| 9                                                           | 22 июля 1976                                                | Испания                                                     | 1:0                                                         | -                                                           | Олимпийские игры 1976                                       |                                                             |
| 10                                                          | 25 июля 1976                                                | Франция                                                     | 4:0                                                         | -                                                           | Олимпийские игры 1976                                       |                                                             |
| 11                                                          | 27 июля 1976                                                | СССР                                                        | 2:1                                                         | 1                                                           | Олимпийские игры 1976                                       |                                                             |
| 12                                                          | 31 июля 1976                                                | Польша                                                      | 3:1                                                         | 1                                                           | Олимпийские игры 1976                                       |                                                             |

Итого: 12 матчей / 11 пропущенных голов; 8 побед, 2 ничьих, 2 поражения.

## Достижения

### Командные
Сборная ГДР
- Победитель Олимпийских игр: 1976
- Бронзовый призёр Олимпийских игр: 1972

 «Мотор Цвиккау» / «Заксенринг Цвиккау»
- Бронзовый призёр чемпионата ГДР: 1967
- Обладатель Кубка ГДР (2): 1967, 1975

### Личные
- Футболист года в ГДР (3): 1972, 1976, 1978
- Номинант на Золотой мяч (2): 1975, 1976
- 9-е место в списке игроков с наибольшим количеством матчей, сыгранных в чемпионате ГДР: 372 матча[7]